# Чотирикутна Мардакянська фортеця
Чотирикутна Мардакянська фортеця або Великий Мардакянський замок (азерб. Dördkünc Mərdəkan qalası або азерб. Böyük Mərdəkan qəsri) — історико-архітектурна пам'ятка, розташована в селищі Мардакян Хазарського району міста Баку. Включена Міністерством культури і туризму Азербайджану (нині — Міністерство культури Азербайджану) до списку пам'яток світового значення, У 2001 разом з іншими об'єктами берегової оборони Каспія включена в резервний список Світової спадщини ЮНЕСКО.
Фортеця була побудована у формі чотирикутника у XII столітті сином ширваншаха Мінучихра III, Ахсітаном I. За іншими даними зведена у XIV столітті.
Внутрішнє подвір'я замку розміром 24х20 метрів, а висота розміщеної у дворі вежі становить 22 метри. Зовнішні стіни замку укріплені напівкруглими глухими вежами, розташованими по кутах і вздовж стіни. У цілому нині донжон Чотирикутного Мардакянского замку має розвиненіші архітектурні особливості проти Круглого Мардакянського замку.

## Історія
Великий Мардакянський замок був збудований у 1187—1188 роках. за наказом ширваншаха Ахсітана I. У різний час фортеця, побудована на честь блискучої перемоги Ахсітана над ворогом, використовувалася як оборонна споруда, спостережний пункт і як замок. Інші джерела відносять будівництво до XIV століття.

## Архітектурні особливості
Внутрішнє подвір'я замку розміром 24х20 метрів, а висота розміщеної у дворі вежі становить 22 метри. На думку Л. Маміконова, така велика висота вежі дає можливість обстрілювати з майданчика на її вершині не лише подвір'я замку, а й території за зовнішніми стінами фортеці. Зовнішні стіни замку укріплені напівкруглими глухими вежами, розташованими по кутах і вздовж стіни. Відстань між вежами не перевищує 10-11 метрів, що відрізняється від загальноприйнятої відстані під час будівництва оборонних споруд до XIV століття. Ймовірно, маючи намір захистити прилеглі до зовнішніх стін замку ділянки перехресної стрільби, архітектор вирішив скоротити відстань між вежами.
В'їзна брама, розташована серед однієї з фортечних стін, захищена з обох боків добре укріпленими напівкруглими вежами. Внутрішнє подвір'я Великого Мардакянського замку сплановано таким чином, що противник, який прорвав першу лінію оборони замку і ввійшов на подвір'я, потрапляє у вузький коридор завширшки 5 метрів між донжоном та стіною замку і стає легкою мішенню для захисників, що перебувають на майданчику вгорі вежі.
У цілому нині донжон Чотирикутного Мардакянского замку має розвиненіші архітектурні особливості проти Круглого Мардакянського замку. На відміну від триярусної форми, притаманної круглим донжонам, внутрішній простір квадратного донжона Великого Мардакянського замку поділено на п'ять ярусів.
Із ярусів донжона тільки перший і останній мають кам'яний дах, вирішений у вигляді склепінної стелі. Стелі інших ярусів мають плоскі перекриття, виконані на основі дерев'яних балок.
Прибудова до чотирьох сторін донжона напівкруглих веж, з одного боку, вплинула на його архітектурні особливості і надала йому більш міцного характеру, що дозволило збільшити висоту будівлі, а з іншого боку, створило умови для більш ефективної організації оборони стін вежі.